# Lán xīn dà jùyuàn
Lán xīn dà jùyuàn (蘭心大劇院T, 兰心大剧院S, lett. "Teatro Lyceum"), anche noto col titolo internazionale di Saturday Fiction, è un film del 2019 diretto da Lou Ye, con protagonista Gong Li. È l'adattamento cinematografico dei romanzi Shanghai (1932) di Yokomitsu Riichi e La donna vestita di rugiada (2007) di Hong Ying. È stato presentato in concorso alla 76ª Mostra internazionale d'arte cinematografica di Venezia.

## Trama
Nel 1941, l'attrice Jean Yu torna a Shanghai, che, come tutta la Cina, è teatro di una guerra segreta tra gli agenti degli Alleati e quelli dell’Asse. Lo fa apparentemente per recitare al Teatro Lyceum nella pièce Saturday Fiction, diretta dal suo ex-amante, ma anche lei ha un obiettivo segreto: mentre indaga, Jean scopre delle informazioni di vitale importanza su un attacco che i giapponesi stanno per lanciare su Pearl Harbor.

## Distribuzione
Il film è stato presentato in anteprima mondiale il 4 settembre 2019 in concorso alla 76ª Mostra internazionale d'arte cinematografica di Venezia. Avrebbe poi dovuto essere distribuito in Cina a partire dal 7 dicembre dello stesso anno, ma il 18 novembre, un giorno prima della sua anteprima nazionale al Golden Rooster Film Festival, è stato ritirato a causa di non meglio specificate "ragioni tecniche". Ha ottenuto il visto censura governativo solo due anni più tardi, venendo distribuito nelle sale cinematografiche cinesi a partire dal 15 ottobre 2021, in seguito a un'anteprima al Beijing International Film Festival il 10 settembre precedente.

## Riconoscimenti
- 2019 - Mostra internazionale d'arte cinematografica
  - Candidatura come miglior film